# Фомино-Негачевка
Фомино́-Негаче́вка - село Хлевенского района Липецкой области, центр Фомино-Негачевского сельсовета.

## Название
К середине XVII в. селение выросло и стало называться Фоминой Негачевкой — по первопоселенцу Фоме Фролову и по р. Неге — притоку Дона, на которой находится.
Лингвист М. В. Фёдорова топоним Негачёвка возводит к венгерским словам nyugat — запад, nyugati — западный.

## История
В документах 1615 г. отмечается, что служилый человек из с. Сенного (ныне в Рамонском районе Воронежской области) Фома Семенович Фролов имел землю и сенокосы на Дону. Вскоре Ф.С. Фролов и поселился на ней. В документах 1629 г. уже отмечается Фомин починок. 

## Население
По данным всероссийской переписи за 2010 год население села составляет 662 человека.

## Археология
В окрестностях села найдены поселения репинской, абашевской, срубной и городецкой культур эпохи бронзы — раннего железного века (III—I тыс. до н. э.).